# Grm (priimek)
Grm je priimek v Sloveniji, ki ga je po podatkih Statističnega urada Republike Slovenije na dan 1. januarja 2010 uporabljalo 727 oseb in je med vsemi priimki po pogostosti uporabe uvrščen na 304. mesto.

## Znani nosilci priimka
- Aleksander Grm (*1972), fizik
- Alojzij Grm (1882–1854), notar, glasbenik v Ilirski Bistrici
- Daša Grm (*1991), umetnostna drsalka
- Franc Grm (1877–1967), surdopedagog, šolnik, praktični fonetik
- Janez Grm, pisatelj kratkih zgodb ipd. literarnih žanrov
- Lucija Grm (Hudeček) (*1964), igralka, napovedovalka, lutkarica
- Milena Grm (1942–2011), dramska igralka
- Nejc Grm, klasični harmonikar
- Polona Rigler Grm (*1973), etnologinja, direktorica Rokodelskega centra Ribnica
- Stanislav Grm, smučarski skakalec, trener
- Tomaž Grm, gospodarstvenik, predsednik Kolesarske zveze
- Tone Grm, salezijanec, misijonar v Mozambiku